# Huntly (Neuseeland)

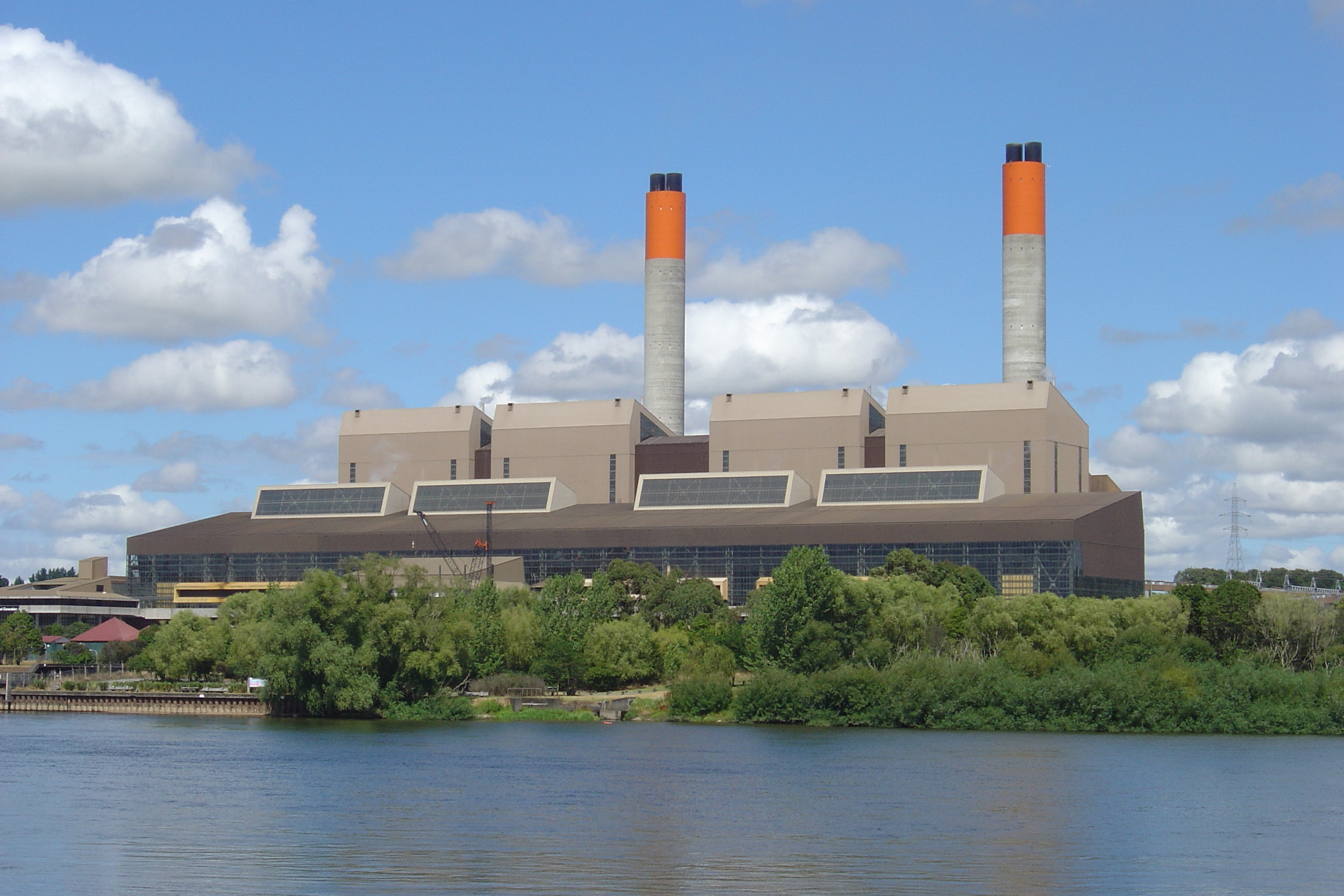
Huntly Power Station

Huntly ist eine Stadt im Waikato District der Region Waikato auf der Nordinsel von Neuseeland.

## Namensherkunft
Ursprünglich hieß der in den 1850er Jahren gegründete Ort Rahui Pokeka. Der heutige Name stammt von einem Postmeister, der hier in den 1870er Jahren lebte und den Ort indirekt nach Huntly in Schottland umbenannte, als er eine alte Briefmarke mit dem Motiv „Huntley Lodge“ verwendete, um Briefe aus der Siedlung zu frankieren. Das 'Lodge' wurde später wie auch das 'e' weggelassen.

## Geographie
Die Stadt liegt 93 km südlich von Auckland und 35 km nördlich von Hamilton entfernt, direkt am New Zealand State Highway 1 und der Eisenbahnhauptlinie North Island Main Trunk Railway. Durch Huntly fließt der Waikato River, der die Stadt in zwei Teile teilt, in einen westlichen Teil und in einen Östlichen.

## Geschichtliche Bedeutung für die Māori
Huntly und seine Umgebung gehört traditionell zum Stammesgebiet der Waikato-Tainui der Tainui-Stammesvereinigung. Die Ngati Mahuta und Ngati Whawhakia sind die in diesem Gebiet ansässigen Unterstämme. In und um Huntly gibt es einige Marae (Versammlungsorte der Māori: Waahi Pa, Te Kauri, Kaitimutimu, Te Ohaaki) und weiter nördlich Maurea und Horahora. Das Pā von Waahi war die offizielle Residenz der früheren Māori-Königin Dame Te Atairangikaahu und ist heute die Residenz ihres Sohnes, des Māori-Königs Tuheitia Paki.
In Huntly befindet sich die 1896 als Eingeborenenschule gegründete Schule Rakaumanga Kura. Sie wurde 1984 eine der ersten bilingualen (Māori/Englisch) Schulen Neuseelands. 1994 wurde Māori die primäre Unterrichtssprache und der Name Te Whare Kura o Rakaumangamanga geändert.

## Bevölkerung
Zum Zensus des Jahres 2013 zählte der Ort 6954 Einwohner, 1,7 % mehr als zur Volkszählung im Jahr 2006.

## Wirtschaft
Am Westufer des Waikato River befindet sich das Kraftwerk Huntly, das im Jahr 2014 Neuseelands größtes Kraftwerk war. Das mit Kohle und Erdgas betriebene Kraftwerk liegt in dem Gebiet Neuseelands, das mit 10.000 t Kohle pro Tag die größte Kohleförderung in Neuseeland aufweist. Der Kohleabbau hat in dem Gebiet eine lange Geschichte, sowohl im Tagebau als auch im Bergbau. Hauptkunden für die Kohle sind das Kraftwerk und das Stahlwerk von New Zealand Steel in Glenbrook. Huntly ist von fruchtbarem Ackerland und Seen (viele davon Tagebaurestlöcher) umgeben, die zum Angeln und Wassersport genutzt werden.

## Sport
Huntly hat eine bedeutende Geschichte im Rugby League, zeitweise gab es in der Stadt vier Vereine: Taniwharau, Huntly South, Huntly United und Rangiriri Eels. Taniwharau war mit 11 Siegen in Folge während der 1970er und 1980er Jahre bei den Regionalmeisterschaften in Waikato die erfolgreichste Mannschaft. Der Verein gewann auch die Meisterschaft von Waicoa Bay erstmals 2002 und erneut im Jahre 2007, in diesem Jahr blieben sie über die gesamte Saison ungeschlagen. Dies wurde bislang noch von keiner anderen Mannschaft der Waikato Rugby League Premier Level erreicht.
Eine Reihe neuseeländischer Nationalspieler stammen aus Huntly: Tawera Nikau (Rangiriri), Wairangi Koopu (Taniwharau) und Lance Hohaia (Taniwharau), außerdem zahlreiche Spieler der Maori Rugby League.

## Persönlichkeiten
Personen, die in Huntly geboren wurden oder dort gewirkt haben.
- Anthony Rogers (* 1957), Leichtathlet
- Vaughn Jefferis (* 1961), Vielseitigkeitsreiter
- Gina Weber (* 1963), Softballspielerin
- Bruce Goodin (* 1969), Springreiter und vierfacher Olympiateilnehmer
- Caleb Shepherd (* 1993), Ruderer